# Emanuel Morales
Emanuel David Morales (General Pico, La Pampa, 8 de mayo de 1987) es un futbolista argentino. Juega como defensor lateral izquierdo y su club actual es Los Andes, de la Primera B Nacional.

## Trayectoria
Se inició en Pico FC de La Pampa. Luego llevaría su fútbol a Comodoro Rivadavia.

### Comisión de Actividades Infantiles
Debuta oficialmente con la Comisión de Actividades Infantiles en el Torneo del Interior en enero de 2005 ante el Club Deportivo y Cultural Alumni de Puerto Madryn, partido que terminaría igualado dos a dos.
A pesar de haber quedado eliminado en primera fase, en 2006 es promovido a la primera de la CAI, que por entonces militaba en la Primera B Nacional, disputando 23 partidos y marcando un gol.
En la temporada 2007-08 disputó 27 partidos, anotando un solo tanto frente a Ferro los 20 minutos del primer tiempo, a pesar de caer derrotado por 2 a 1.
Los años siguientes iban a ser muy malos en lo futbolístico para la Comisión de Actividades Infantiles, jugando la promoción en las temporadas 2008-09 y 2009-10, pero sin descender. Emanuel disputó 46 partidos y no convirtió goles.
Tras las malas campañas en los años anteriores y un último puesto en la temporada 2010-11, la CAI descendió al Torneo Argentino A, con Emanuel Morales en un muy buen nivel, anotando un gol en 30 partidos. 

### Chacarita Juniors
En julio]] de 2011 es cedido a préstamo al conjunto de San Martín, el Club Atlético Chacarita Juniors a pedido del director técnico Héctor Rivoira para disputar el torneo de Primera B Nacional.
Debutó el 16 de agosto en el estadio Monumental en la derrota frente a River Plate por 1 a 0.
La temporada 2011-12 no fue buena para Chacarita, finalizó en el último puesto y descendió a la tercera categoría. Sin embargo Emanuel tuvo excelentes actuaciones, como ante Guillermo Brown, Defensa y Justicia y Patronato, anotando en cada encuentro.
Ya en la Primera B en el 2013, se convirtió en un referente dentro del plantel, siendo capitán en varios partidos y anotando un gol frente a Los Andes.

### Quilmes
A principio de 2015, el se incorporó al Quilmes Atlético Club de la Primera División de Argentina por pedido del entrenador Julio César Falcioni, a préstamo por 18 meses sin cargo y con opción de compra. Antes de irse había renovado contrato por tres años con Chacarita.

## Clubes
| Club              | País      | Año              | PJ  | Goles |
| ----------------- | --------- | ---------------- | --- | ----- |
| CAI               | Argentina | 2006-2011        | 134 | 3     |
| Chacarita Juniors | Argentina | 2011–2014        | 71  | 6     |
| Quilmes           | Argentina | 2015-2016        | 15  | 1     |
| Chacarita Juniors | Argentina | 2016             | 0   | 0     |
| Huracán           | Argentina | 2016-17          | 0   | 0     |
| Los Andes         | Argentina | 2017 en adelante | 0   | 0     |